# Assassinatos de Bruno Pereira e Dom Phillips
Em 5 de junho de 2022, o indigenista brasileiro Bruno Pereira e o jornalista britânico Dom Phillips foram assassinados durante uma viagem pelo Vale do Javari, segunda maior terra indígena do Brasil, no extremo-oeste do Amazonas.
Bruno e Dom visitaram o Lago do Jaburu, uma localidade próxima da Base de Vigilância da Fundação Nacional do Índio (Funai) no rio Ituí, para entrevistar indígenas e ribeirinhos para um livro sobre a Amazônia. Mais tarde, com a expedição praticamente concluída, eles se deslocaram para a comunidade São Rafael, onde fariam uma reunião com um pescador local.
O crime ocorreu no trajeto entre a comunidade e o município de Atalaia do Norte. Após 10 dias de buscas, um dos suspeitos presos pela Polícia Federal (PF) confessou o envolvimento nos assassinatos e indicou a localização dos corpos. Os restos mortais encontrados foram levados a Brasília, periciados e confirmados como pertencentes a Bruno Pereira e Dom Phillips.
O crime gerou repercussão na imprensa internacional e críticas ao enfraquecimento de instituições ambientais promovido pela gestão de Jair Bolsonaro. O governo brasileiro reagiu tarde ao desaparecimento e não adotou medidas de buscas suficientes.

## Contexto
Bruno Pereira e Dom Phillips se encontraram em Atalaia do Norte. Em 3 de junho de 2022, eles visitaram o Lago do Jaburu, uma localidade próxima da Base de Vigilância da Funai, para que o jornalista fizesse entrevistas com indígenas. Dois dias depois, deslocaram-se para a comunidade São Rafael, onde fariam uma reunião com um pescador local apelidado de "Churrasco". O objetivo do encontro era discutir trabalhos conjuntos entre ribeirinhos e indígenas na vigilância do Vale do Javari, território bastante afetado por invasões e atividades criminosas. No entanto, o morador não se encontrava na comunidade e os dois conversaram com a esposa dele. Bruno e Dom foram assassinados enquanto viajavam para o município de Atalaia do Norte.

## Vítimas

### Bruno Pereira
Bruno Pereira nasceu na cidade de Recife, em Pernambuco, no dia 15 de agosto de 1980. Foi um indigenista e servidor de carreira da Funai, tendo sido considerado um dos maiores especialistas em indígenas isolados ou de recente contato do país. Em 2019, ele liderou a maior expedição para contato com índios isolados dos últimos 20 anos. Entretanto, após pressão de setores ruralistas ligados ao governo de Jair Bolsonaro, foi exonerado do cargo em outubro daquele ano pelo então secretário executivo de Sergio Moro no Ministério da Justiça, Luiz Pontel. De acordo com entidades indígenas, Bruno era constantemente ameaçado por garimpeiros, madeireiros e pescadores.

### Dom Phillips
Dom Phillips nasceu no condado de Merseyside em 23 de julho de 1964. Foi um jornalista que colaborou com os jornais Financial Times, The Guardian, The New York Times e The Washington Post. Ele se mudou para o Brasil em 2007 e morava em Salvador. Era casado com a brasileira Alessandra Sampaio e estava escrevendo um livro sobre a floresta amazônica e seu potencial sustentável (Como Salvar a Amazônia).

## Buscas e investigação

### 2022
Em 5 de junho de 2022, a União das Organizações Indígenas do Vale do Javari (Univaja) organizou duas equipes de buscas que saíram de Atalaia do Norte e Tabatinga. Porém, sem sucesso, a entidade divulgou uma nota em suas redes sociais reportando o desaparecimento e pedindo esforços nas buscas. Por sua vez, a Polícia Federal (PF) anunciou que estava apurando o acontecimento, mas não deu mais detalhes. No dia seguinte, o Ministério Público Federal (MPF) aciona as forças de segurança estaduais e federais, incluindo a Marinha, para auxiliar sa buscas. A Polícia Civil também abriu um inquérito.
Dois dias depois, a Policia Militar fez uma vistoria na residência de Amarildo da Costa de Oliveira, conhecido como "Pelado", após receber uma denúncia anônima de uma suposta participação dele no desaparecimento. Ele foi preso por posse de droga e de munição de uso restrito. Na ocasião, a polícia também apreendeu a lancha do suspeito, onde foram encontrados vestígios de sangue, enviados para análises. No dia 12, a Unijava encontrou outra embarcação, possivelmente pertencendo a Bruno e Dom. No mesmo dia, o Corpo de Bombeiros de Atalaia do Norte encontrou uma mochila, um notebook e um par de sandálias próximo à casa de Amarildo. A PF também encontrou um cartão de saúde com o nome de Bruno Pereira e outras roupas. A mochila e notebook foram atribuídos a Dom, enquanto os outros itens seriam de Bruno.  No dia seguinte, a família de Dom Phillips foi avisada erroneamente pela Embaixada do Brasil no Reino Unido de que os corpos teriam sido encontrados.
Em 15 de junho, Amarildo confessou a participação no crime e indicou às autoridades onde havia enterrado os corpos, assim como o local em que afundou a embarcação. Os restos mortais encontrados foram levados a Brasília, periciados e confirmados como pertencentes a Bruno Pereira e Dom Phillips. O irmão de Amarildo, Oseney da Costa de Oliveira, e Jeferson da Silva Lima também foram presos. Segundo o laudo da PF, as vítimas foram baleadas com munição de caça. Dom faleceu por traumatismo na região abdominal e torácica, enquanto Bruno foi baleado na cabeça e no tronco. No dia 19, a Marinha e o Corpo de Bombeiros encontraram a embarcação de Bruno e Dom.
No mês seguinte, o MPF denunciou os três suspeitos por duplo homicídio qualificado e ocultação de cadáver. No documento, o órgão afirma que Amarildo e Jeferson confessaram o crime, enquanto Oseney teve a participação comprovada por depoimento de testemunhas.

### 2023
Em 23 de janeiro de 2023, a PF identificou Ruben Dario da Silva Villar, o "Colômbia", como mandante do crime. De acordo com a instituição, Colômbia, que já era investigado por pesca ilegal e tráfico de drogas, forneceu as munições para Amarildo e Jeferson e também pagou o advogado de Amarildo.
Em 8 de maio, os acusados mudaram sua versão, afirmando que agiram em legítima defesa após Bruno atirar contra eles.
Em 19 de maio, a PF indiciou Marcelo Xavier, ex-diretor da Funai, e Alcir Amaral Teixeira, ex-coordenador de monitoramento territorial da Fundação, por homicídio qualificado e omissão de cadáver com dolo eventual, pelo entendimento que ambos já haviam sido avisados sobre os perigos na região após o assassinato de Maxciel dos Santos e não tomaram providências.

### 2024
Em 17 de janeiro de 2024, o desembargador Ney Bello, do Tribunal Regional Federal da Primeira Região (TRF-1), emitiu uma decisão limiar impedindo que Marcelo Xavier fosse investigado pela PF. No dia 18, o Ministro da Justiça Flávio Dino anunciou que a PF prendeu mais um envolvido com o assassinato. De acordo com a Folha de S.Paulo, trata-se de Jânio Freitas de Souza, informante do Colômbia. No dia 25, Colômbia e Jânio foram transferidos para um presídio federal.
Em 22 de junho, a Justiça Federal do Amazonas aceitou a denúncia do MPF contra seis acusados. Entre as acusações, está a de corrupção de menores pelo uso de crianças para ocultar os cadáveres.
Em agosto, Francisco Vicente Badenes, delegado da PF responsável pelo caso foi trocado. Ele também era responsável pelo inquérito da Chacina do rio Abacaxis.
Em 17 de setembro, a Quarta Turma do TRF-1 rejeitou os pedidos de absolvição e decidiu manter a realização de Tribunal do Júri para julgamento dos réus Amarildo da Costa Oliveira e Jefferson da Silva Lima. Os desembargadores também decidiram rejeitar a acusação contra o réu Oseney da Costa Oliveira, irmão de Amarildo, por falta de provas. Em 20 de setembro, o TRF-1 concedeu prisão domiciliar para Oseney da Costa de Oliveira.
Em 1 de novembro, a PF divulgou seu inquérito sobre o caso. O crime foi perpetrado por uma organização criminosa por causa das atividades de fiscalização ambiental e de defesa dos direitos indígenas realizadas por Bruno Pereira na região. Ao todo, nove pessoas foram apontadas como envolvidas, com Colômbia sendo o mandante. O inquérito foi criticado por não indicar os braços políticos do crime, mesmo que a PF tenha analisado as doações de campanha de Colômbia. De acoro dom a Amazônia Real, o assassinato teve muitos envolvidos poderosos e as pessoas estavam com medo de repercussões. Também, o filho de Colômbia assumiu a liderança da organização criminosa após a prisão do pai.

### 2025
Em 5 de junho de 2025, o Ministério Público Federal (MPF) denunciou Colômbia , apontado como o mandante dos assassinatos do indigenista Bruno Pereira e do jornalista britânico Dom Phillips no dia em que o crime completou três anos.
Em 21 de julho, a Justiça Federal aceitou a denúncia e tornou réu Colômbia, acusado de mandar matar o indigenista Bruno Pereira e o jornalista britânico Dom Phillips.

## Repercussão

### Políticas e institucionais
O crime gerou críticas negativas para o governo federal, uma vez que não adotou medidas de buscas suficientes e enfraqueceu instituições destinadas a proteger o meio ambiente. O presidente Jair Bolsonaro, por sua vez, minimizou o desaparecimento e culpou as vítimas. Para ele, ambos eram "imprudentes" e suas profissões uma "aventura". Porém, integrantes do governo avaliaram a condução do mesmo como negativa, contribuindo para desgastar a imagem do próprio presidente.
No âmbito jurídico, Jaiza Fraxe, juíza da 1.ª Vara Federal Cível da Justiça Federal do Amazonas, apontou omissão, por parte da União, do dever de fiscalizar as terras indígenas e proteger os povos indígenas isolados e de recente contato. De acordo com a magistrada, a não identificação do paradeiro de Bruno Araújo Pereira e Dom Philips "representa a um só tempo a perda de duas vidas e a perda da chance probatória". Por sua vez, o ministro do Supremo Tribunal Federal Luís Roberto Barroso deu cinco dias para que o governo federal adotasse "todas as providências necessárias".
Na política, deputados e senadores lamentaram as mortes de Bruno e Dom e também se solidarizaram com os familiares. O presidente do Senado, Rodrigo Pacheco, considerou a presença de um Estado paralelo na Amazônia como uma "ofensa gravíssima" às instituições. Para Pacheco, "além do sentimento humano, da vida que se perde em atentado dessa natureza, há uma ofensa ao Estado" e o Senado não pode tolerar essas "atrocidades". Em 2024, o senador Omar Aziz (PSD-AM) afirmou que o assassinato foi motivado apenas por vingança, e não pelo narcotráfico. Sua fala foi repudiada pelos parentes das vítimas.
Entidades ambientais e de direitos humanos também se manifestaram. O Escritório de Direitos Humanos das Nações Unidas afirmou estar "profundamente entristecido" com os assassinatos, ressaltou que os ataques e ameaças a ativistas e indígenas são persistentes no Brasil e instou o governo a protegê-los "de todas as formas de violência e discriminação. A Human Rights Watch também pediu medidas "imediatas e enérgicas" para combater "a ilegalidade e as redes criminosas na Amazônia". Já a Greenpeace salientou que os assassinatos são resultados das "ações e omissões de um governo empenhado na economia da destruição". O Instituto de Filosofia e Ciências Humanas da Universidade Federal do Pará lançou nota solirarizando-se com Beatriz Matos, viúva de Bruno Pereira.

### Na imprensa e entre analistas
A mídia brasileira começou a noticiar o desaparecimento de Bruno e Dom assim que foi reportado pela Univaja. Na imprensa estrangeira, o crime recebeu cobertura nas páginas da Al Jazeera, Associated Press, BBC, Bild, CNN en Español, Daily Mail, El País, La Nación, La Repubblica, Le Monde, New York Daily News, Público, The New York Times, The Guardian e The Washington Post.
Discorrendo sobre o crime, o jornalista Jânio de Freitas considerou as mortes de Bruno e Dom um "êxito" da política de destruição de Bolsonaro. Ele ainda concluiu: "a Amazônia está sob uma construção extensa e minuciosa. É uma teia de criminalidades diferentes que tomou o domínio de grandes áreas e é subsidiária de outra teia. Esta penetra nas instituições do Estado e de governo, em especial no sistema de segurança."
Este raciocínio foi seguido por Jorge Pontes, ex-delegado da Polícia Federal, que disse: "Jair Bolsonaro operou, desde que assumiu, em 2019, um verdadeiro desmonte da capacidade de fiscalizar, reprimir e multar transgressores ambientais, promovendo assim o recrudescimento de uma situação que já era ruim, por intermédio do empoderamento de madeireiros, grileiros e garimpeiros que atuam naquela região." Por sua vez, a revista Veja publicou um artigo descrevendo como "o governo facilita ações ilegais na Amazônia".
Já as publicações estrangeiras criticaram a demora do governo brasileiro nas buscas. O The Guardian disse que o caso sublinha o aumento do perigo para quem "ousa defender o meio ambiente no Brasil ou as comunidades indígenas, que enfrentam um assalto histórico sob a gestão de extrema-direita do presidente Jair Bolsonaro". O The New York Times classificou o crime como um "capítulo sombrio" na história da Amazônia e o The Washington Post frisou que o presidente brasileiro é defensor de garimpeiros ilegais e desmatadores.

### Protestos
Diversos protestos pedindo justiça por Bruno e Dom aconteceram em lugares como Atalaia do Norte, São Paulo, Belo Horizonte, Brasília e em Los Angeles, durante a Cúpula das Américas.

### Desinformações
O crime também foi pauta de notícias falsas disseminadas por grupos bolsonaristas nos serviços de mensagens instantâneas Telegram e WhatsApp. O conteúdo variou entre teorias conspiratórias e tentativas de culpar as vítimas pelos próprios assassinatos. Dentre as desinformações mais disseminadas, destacou-se a de que ambos entraram no Vale do Javari sem autorização, informação que foi postada pela Funai em nota oficial. Esta, inclusive, foi repercutida pelo então presidente da Funai, Marcelo Xavier, em uma entrevista para a Jovem Pan. Por causa de suas declarações, no dia 13 de junho, os servidores da Funai declararam greve de 24 horas, exigindo o envio de forças de segurança para as bases de proteção do Vale do Javari e para as sedes das coordenadorias regionais da Funai. No dia 14, a juíza federal Jaiza Maria Pinto Fraxe determinou que a Funai tirasse a nota do ar. A teoria da conspiração de Ratanabá, criada pelo ufólogo Urandir Fernandes de Oliveira, entrou em evidência na mesma semana que as buscas estavam sendo feitas, sendo inclusive compartilhada pelo Secretário de Cultura do Governo Bolsonaro Mário Frias. Foi levantada a hipóstese que ela teria sido espalhada de propósito para atrapalhar as buscas pelo caso na internet.
Em 18 de agosto de 2022, uma reportagem do jornal Metrópoles divulgou conversas entre empresários bolsonaristas defendendo um golpe de Estado em caso de vitória de Lula, legitimando o uso de notícias falsas como arma política e espalhando desinformações sobre Bruno e Dom. Poucos dias depois, a Agência Pública apurou que grupos bolsonaristas também acusaram Bruno e Dom de associação ao tráfico, invasão do território brasileiro e que o crime teria sido praticado por indígenas.

## Acusados
- Mandante: Rubén Dario da Silva Villar, o "Colômbia";
- Informante: Jânio de Freitas de Souza;
- Executores: Amarildo da Costa de Oliveira, o "Pelado",  Jefferson da Silva Lima, o "Pelado da Dinha", e Oseney da Costa de Oliveira, o "Dos Santos";[nota 1]
- Ocultação de cadáver: Eliclei Costa de Oliveira, o “Sirinha”, Amarílio de Freitas de Oliveira, o “Dedei”, Otávio da Costa de Oliveira, o “Guerão”, Edivaldo da Costa de Oliveira e Francisco Conceição de Freitas, o “Seu Chico”.[134]